# Oncinopus angustifrons
Oncinopus angustifrons is een krabbensoort uit de familie van de Inachidae. De wetenschappelijke naam van de soort is voor het eerst geldig gepubliceerd in 1969 door Takeda & Miyake.